# Segno di Lasègue
Il segno (o manovra) di Lasègue, detto anche "segno di Lazarevic", è una prova effettuabile dal medico durante l'esame obiettivo per valutare se un paziente che lamenta dolore alla schiena presenti o meno un interessamento del nervo sciatico, o ischiatico, tipicamente dovuto ad una ernia discale (spesso a livello del 5 nervo lombare).
Esso può essere indicativo anche di irritazione meningea.
È un segno caratteristico che deve il nome al medico francese Ernest-Charles Lasègue (1816-1883).

## Esecuzione ed interpretazione

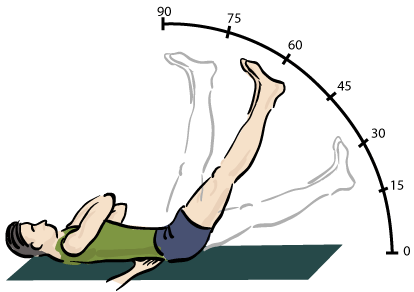
Manovra di Lasègue

La manovra viene effettuata con il paziente in posizione supina flettendo in modo passivo e gradualmente la coscia sul bacino a gamba estesa. Per rendere il test ancora più efficace si può chiedere al paziente di flettere la caviglia e mantenere il collo flesso, poiché queste manovre distendono maggiormente sia le radici dei nervi sia la dura madre spinale.
In caso di necessità il test può essere eseguito anche a paziente seduto, ma ciò riduce la sensibilità dello stesso.
La manovra può dirsi positiva se il paziente avverte un dolore vivo provocato dallo stiramento del nervo sciatico che si irradia alla colonna vertebrale, mentre l'arto in esame è flesso tra i 30 e i 70 gradi rispetto al piano di esaminazione. In caso di test negativo sono da ricercare altre cause di lombalgia.
Il test presenta una sensibilità pari al 91% ed una specificità del 26%. Questi limiti del test possono essere, almeno in parte, ovviati ripetendo la manovra nell'arto controlaterale ottenendo una sensibilità del 29% ma una specificità dell'88%.
Altri segni che si possono valutare a corredo di questa manovra sono:
- Il segno di Wasserman  (o Lasègue inverso)
- Il segno di Neri
- Il segno di Valleix